# 中村 (大阪府)
中村（なかむら）は、大阪府南河内郡にあった村。現在の河南町の南西端にあたる。

## 地理
- 河川：千早川、天満川

## 歴史
- 1889年（明治22年）4月1日 - 町村制の施行により、石川郡中村・馬谷村・芹生谷村・神山村・寛弘寺村の区域をもって発足。
- 1896年（明治29年）4月1日 - 所属郡が南河内郡に変更。
- 1956年（昭和31年）9月30日 - 石川村・白木村・河内村と合併して河南町が発足。同日中村廃止。

## 名所・旧跡・観光スポット・祭事・催事
- 金山古墳
- 鴨習太神社